# Parim päev (píseň)
"Parim päev" je první singl z alba Parim Päev estonské zpěvačky Getter Jaani. Singl je také obsažen i na druhém albu Rockefeller Street.
Autory hudby jsou Heini Vaikmaa a Sven Lõhmus. Texty napsal Sven Lõhmus.